# Dignität (Medizin)
Die Dignität (von lateinisch dignitas ‚Würde‘, hier im Sinn von Wertigkeit) ist in der Medizin eine Klassifikation von Tumoren, bei der man zwischen benignen (gutartigen) und malignen (bösartigen) Tumoren unterscheidet.
- Benigne (gutartige) Tumoren wachsen lokal begrenzt und dringen nicht in benachbarte Strukturen ein, können allerdings auch schon durch ihr bloßes Volumen schwere Probleme verursachen, zum Beispiel Hirntumoren oder Myome.
- Semimaligne Tumoren wachsen destruierend und infiltrierend in das umliegende Gewebe ein. Sie metastasieren meist nicht und zeigen eine hochgradige Rezidivneigung.
- Maligne (bösartige) Tumoren dagegen, umgangssprachlich Krebs genannt, dringen auch in benachbarte Strukturen vor und können den Organismus daher wesentlich stärker schädigen als benigne.

Entscheidend für die Einordnung als maligne ist damit die Möglichkeit der Metastasierung sowie des invasiven (eindringenden) Wachstums. Dieses Entscheidungskriterium ist allerdings nicht stets eindeutig. So gibt es Tumoren wie das Basaliom, die zwar nur extrem selten metastasieren, lokal aber dennoch stark zerstörend (destruierend) wachsen und damit erheblichen Schaden verursachen. Er ist ein Beispiel für einen semimalignen Tumor.
Auch außerhalb der Onkologie werden in der Medizin die Begriffe Dignität, Benignität und Malignität gebraucht. So spricht man zum Beispiel von der malignen Hyperthermie, der malignen Säuglingsepilepsie, dem malignen Neuroleptika-Syndrom oder der malignen Hypertonie, um die Schwere der Krankheit im Sinne ihrer Bösartigkeit anzudeuten. Erinnert sei auch an den benignen Lagerungsschwindel; ihm liegt keine schwere Krankheit zugrunde.